# Heinrich Tessenow
Heinrich Tessenow (7 de abril de 1876 – 1 de novembro de 1950) foi um professor, arquiteto e urbanista alemão. Tessenow foi um dos arquitetos mais influentes em seu país durante a República de Weimar.
Tessenow dava aulas na Universidade de Berlim, e foi professor de Albert Speer, que mais tarde seria um dos principais nazistas durante a Segunda Guerra Mundial.